# Bocskai-felkelés
A Bocskai-mozgalom vagy (régebben) Bocskai-szabadságharc 1604–1606 között zajlott. A fegyveres felkelést Bocskai István vezette Habsburg Rudolf kormányzata ellen. Ez volt az erdélyi és részben magyar rendek első Habsburg-ellenes fegyveres felkelése, melyhez a hajdúk is csatlakoztak. Bocskai István csapatai 1604 és 1606 között Rudolf erőit kiszorították Erdélyből, valamint a Magyarország Királyság északi és keleti területeiről. A győztes felkelés hosszú évtizedekre visszavetette a dinasztia központosító törekvéseit, egészen 1671-ig, a nyílt abszolutizmus bevezetéséig, illetve megakadályozta, hogy Magyarországról a tizenötéves háború végén kiűzhessék a törököket, így még egy évszázadig frontvonalban tartva Magyarországot. A 19. századi anti-Habsburg romanticizmus ellenére a mozgalmat napjainkban a tudomány nem szabadságharcként értékeli, hanem a törökök megmentését a rendi jogok kiterjesztésével összekötő, Magyarországról leszakadó önálló erdélyi politikai akciót, melynek valódi célja Erdély oszmán vazallusi státuszának visszaállítása volt. Ezzel megakadályozva a törökök száz évvel hamarabb történő kiűzését és Magyarország felszabadulását.

## Előzmények

Közép-Európa 1572-ben

Már I. Ferdinánd osztrák főherceg (1556-tól német-római császár) keresztülvitte a Habsburg Birodalom hadügyi és pénzügyi rendszerének központosítását. A tragikus területi veszteséget elkönyvelő Magyar Királyságot ezentúl a Bécsben székelő Udvari Haditanács (Hofkriegsrath), Udvari Kamara (Hofkammer) és Udvari Kancellária (Hofkanzlei), valamint a Titkos Tanács irányította. A 16. században kiépülő végvárrendszert, a főkapitányságokat Bécsből irányították. A pozsonyi, illetve szepesi kamara mindvégig a bécsi központi szervek irányítása alatt állt. Az Udvari Kamarának ráadásul fennállása alatt egy magyar tagja sem volt.
II. Miksa császár és Habsburg Rudolf alatt még inkább erősödtek a dinasztia központosító törekvései. Jelzésértékű, hogy Nádasdy Tamás 1562-ben bekövetkezett halála után egészen 1608-ig betöltetlen maradt a nádori szék. Miksa parancsára történt, hogy az 1569-es pozsonyi országgyűlésen Dobó Istvánt és Balassa Jánost (jogellenes módon) letartóztatták és börtönbe vetették.
A rendi országgyűléseken rendszeresen elhangzó panaszok között szerepelt a külföldi tisztviselők és zsoldosok viselkedése, akárcsak az, hogy a Habsburgok uralkodási idejük csekély részét töltik Magyarországon.
A Habsburg Birodalom a 16–17. század fordulóján évente több millió rajnai forint adósságot halmozott fel. Rudolf a tizenöt éves háború idején kiürült kincstár problémáját, zsoldosvezérei és hadiszállítói kifizetését a magyar arisztokrácia vagyonának megszerzésével próbálta enyhíteni. Felségsértési és felségárulási pereket zúdítottak a magyar bárók és vagyonosabb családok nyakába, általában fő- és jószágvesztéssel. Koncepciós eljárás kezdődött a homonnai Drugethek, Rákóczi Zsigmond, Nádasdy Tamás (nem a nádor), Telekessy Mihály, az Alaghy, Balassa, Kállay családok ellen. 1603 márciusában született meg az ítélet Illésházy István ügyében: a főnemes várait és uradalmait elkobozták.
A német és vallon zsoldosok által végigpusztított királyi Magyarország mellett Erdély szenvedett legjobban a háborútól, mely Báthory Zsigmond többszöri lemondása és visszatérés következtében állandó belháború színtere lett. Rudolf előbb Mihály vajdát nevezte ki Erdély helytartójává, aki végigdúlta a fejedelemséget, majd Giorgio Basta tábornokot állította Erdély élére. Jellemző, hogy a Habsburgok 1602-ben azt a Bocskai Istvánt is perbe fogták és Prágába internálták, aki a Habsburg-párti politika legfőbb erdélyi képviselője volt és törökellenes oldalon léptette be a fejedelemséget a háborúba. Bocskait csak két év múlva engedték haza bihari birtokaira.
A protestánsok iránt toleranciát mutató Miksával szemben Rudolf már a rekatolizálás módszerekben nem válogató híve volt. A Habsburgok osztrák és stájer tartományaiban (ahol a lutheránus felekezet volt domináns) és Magyarországon is (ahol a reformáció kálvinista irányzata győzött, de a felső-magyarországi városok evangélikusok voltak) kezdetét vette az ellenreformáció. A tizenöt éves háború során Rudolf főkegyúri jogával élve nem egy esetben katolikusoknak adta a protestánsok templomait. Kassán Barbiano di Belgioioso gróf ágyúkat hozatott a főtérre, hogy kényszerítse a városi tanácsot a lutheránusok kezén lévő Szent Erzsébet székesegyház átadására. 1604 tavaszán Rudolf a pozsonyi országgyűlés végzéseihez utólagosan egy XXII. pontot (hamis artikulus) is hozzáíratott, amely megerősítette a korábbi protestánsellenes törvényeket és megtiltotta, hogy az országgyűléseken ezentúl vallási kérdéseket tárgyaljanak.

## A felkelés
A török területre menekült bujdosók nevében Bethlen Gábor arra biztatta Bocskait, hogy álljon egy Habsburg-ellenes felkelés élére, s ehhez a török szövetségét helyezte kilátásba. Levelezésüket ellenfele, a kassai főkapitány, Belgioioso gróf elfogta. Bocskai korábban szolgálatába fogadta a fizetetlen fegyveres hajdúkat. Így amikor a Habsburg-udvar le akarta tartóztatni felségsértés vádjával, szembeszállt a császári csapatokkal. Meggyőzte Németi Balázs és Lippai Balázs hajdú kapitányokat, így a hajdúk élén 1604. október 14-ről október 15-ére virradó éjjel Álmosd és Bihardiószeg térségében döntő győzelmet aratott a Johannaes Petz (Pezzen) által vezetett császári sereg felett. Bocskai október 15-e után bevonult Debrecenbe és Váradra, illetve Tokajnál a hajdúk seregével győzelmet aratott Belgioioso felett. 1604. november 11-én bevonult Kassára is. Ezután Kelet-Magyarország is Bocskai kezére került. A szabadságharc új vezére 1604. november 12-én Kassáról kiáltványban szólította fel a nemességet a csatlakozásra, amivel a szabadságharc kiszélesedett.
A kóborló hajdúk és a hozzájuk csatlakozó elnyomott jobbágyok a Habsburg uralom ellen vívták szabadságharcukat. Hamarosan csatlakozott Bocskai seregéhez az idegen zsoldosok garázdálkodása és az erőszakos ellenreformáció miatt lázongó városi polgárság, a köznemesség, sőt a főnemesség jelentős része is. 1605 végére Magyarországnak a töröktől el nem foglalt része és Erdély a felkelők birtokában volt, miközben Bocskait 1605. április 17-én a szerencsi országgyűlés Magyarország és Erdély fejedelmévé választotta.
Rudolf végül tárgyalásokra kényszerült. Bocskai is békére hajlott, egyrészt azért, mert a szabadságharc eredményeit veszélyeztette a felkelők táborán belül a hajdúk és a nemesek egyre élesedő ellentéte, másrészt pedig azért, mert nem akarta magát a török karjába vetni, ami pedig elkerülhetetlen lett volna, ha szakít a Habsburgokkal.
A török Porta Bocskai kérésére koronát adományozott Bocskainak, amivel őt meg is koronázták. Az újabb kutatások szerint téves volt az az álláspont, amely szerint Bocskai a koronát vagy a koronázást elutasította volna. Ezt később ő maga terjesztette, hogy a Habsburgokkal való megegyezés lehetőségét fenntartsa.
Az 1606. június 23-án megkötött bécsi béke biztosította a magyar rendi jogokat és a vallásszabadságot, valamint Szatmár, Bereg és Ugocsa vármegyéket Bocskai és fiági utódai élete tartamára Erdélyhez csatolta. Szeptember 24-én Rudolf király külön oklevelet adott ki arról, hogy Erdély és a Partium Bocskai fiági leszármazottainak kihaltával sem száll vissza a koronára, és hogy a fejedelemnek és fiú utódainak átengedi Ugocsa, Bereg, Szatmár és Szabolcs vármegyéket, továbbá Tokaj várát minden tartozékaival, valamint Tarcal, Bodrogkeresztúr és Olaszliszka mezővárosokat. Az ugyanebben az évben megkötött, Bocskai által közvetített zsitvatoroki béke a tizenöt éves háborúnak is véget vetett.

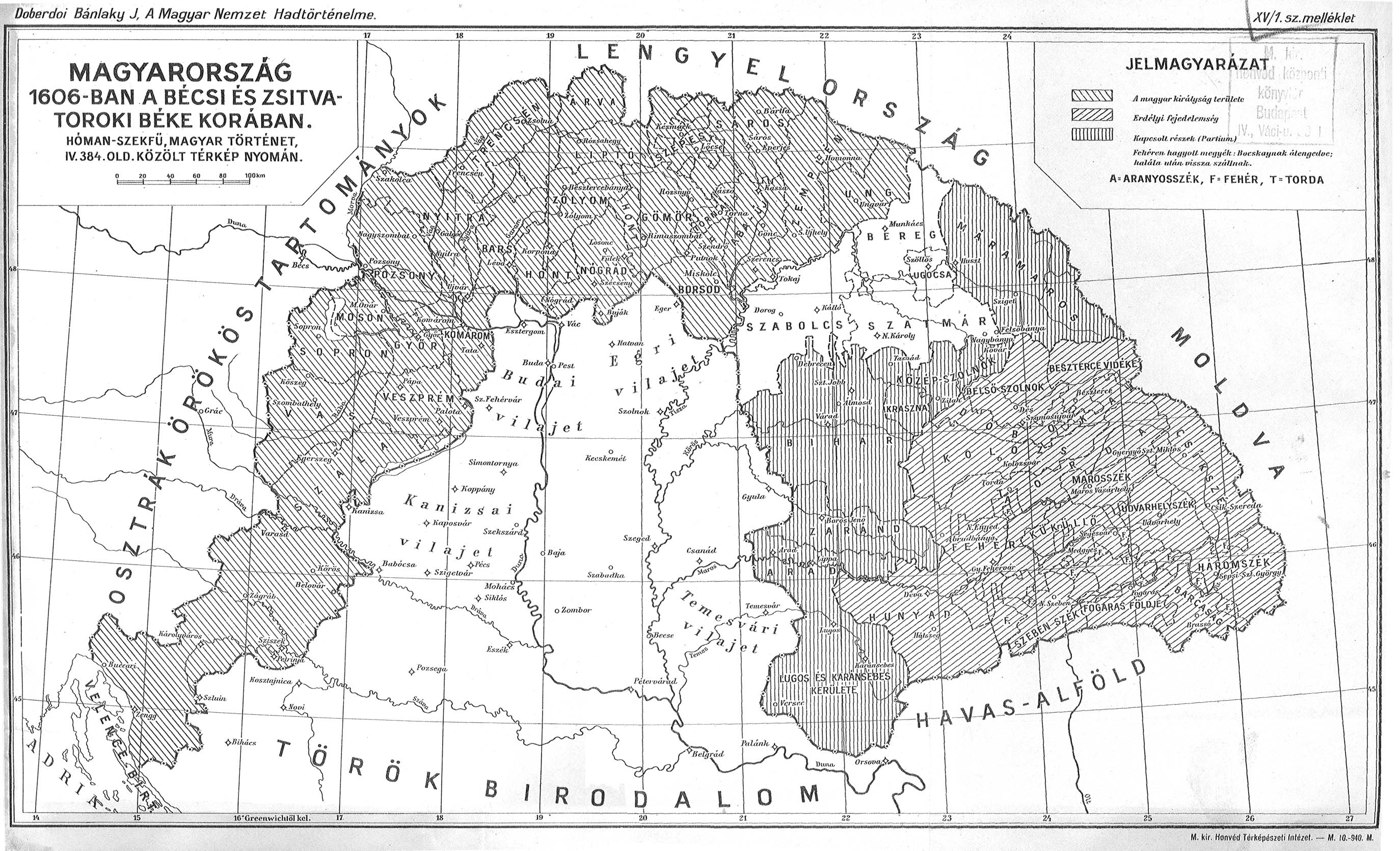
Magyarország 1606-ban

## Hatásai
Bocskai István haláláról az erdélyi szász, Habsburg-érzelmű szebeni Georg Krauss így emlékezett meg:
A szabadságharc győzelmeinek kivívóit, a hajdúk zömét Bocskai kiemelte a földesúri fennhatóság alól, és közösségi kiváltságokkal, katonáskodási kötelezettséggel a hajdúvárosokban telepítette le saját birtokán, ahogy a székelyeknek is biztosította korábbi kiváltságaikat.
A 16. század végi záródású Sopron-, Moson- és Vas vármegyei éremleleteket Dominkovits Péter a Bocskai-felkelés hajdú-tatár-török csapatmozgásaival hozta összefüggésbe.